# خليفة أحمد عبد العزيز المبارك
خليفة أحمد المبارك (1947–1984)، دبلوماسي إماراتي اغتيل في باريس في 8 فبراير 1984 أثناء عمله سفيرًا لدولة الإمارات العربية المتحدة لدى فرنسا.

## نشأته
ولد مبارك عام 1947. ينحدر من عائلة تجارية رائدة. ساهم والده الشيخ أحمد بن عبد العزيز في تأسيس النظام القضائي في الإمارات العربية المتحدة وشغل منصب رئيس دائرة القضاء الشرعي في الإمارات العربية المتحدة.
حصل مبارك على شهادة جامعية في الفلسفة وعلم الاجتماع في بيروت، لبنان.

## عمله السياسي واغتياله
ترقى المبارك إلى درجة وزير مفوض وأصبح الممثل الدائم لدولة الإمارات العربية المتحدة لدى منظمة اليونسكو في باريس في 22 نوفمبر 1973. خلال فترة عمله كان نائب رئيس معهد العالم العربي. كما تم تعيينه سفيراً لدى السودان عام 1973. ثم أصبح سفيراً في سوريا عام 1976.
عين المبارك سفيراً لدولة الإمارات العربية المتحدة لدى فرنسا عام 1980. أطلق عليه رجل النار أمام منزله في شارع تشارلز فلوكيت في باريس في 8 فبراير 1984. توفي في مستشفى سانت آن بعد الهجوم. أعلنت كتائب الثورة العربية مسؤوليتها عن العملية. ادعى عاطف أبو بكر العضو السابق في منظمة أبو نضال في عام 2015 أن المبارك قُتل على يد منظمة أبو نضال.
عقب اغتيال مبارك أعلنت الإمارات العربية المتحدة الحداد لمدة ثلاثة أيام. خلفه أحمد عبد الرحمن الجرمن سفيراً لدولة الإمارات العربية المتحدة لدى فرنسا.

## أبناؤه
السفير خليفة المبارك له أربعة من الأبناء:
- خلدون خليفة المبارك الرئيس التنفيذي والعضو المنتدب لشركة مبادلة للتنمية، ورئيس مجلس إدارة نادي مانشستر سيتي الإنجليزي
- الدكتورة رزان خليفة المبارك العضو المنتدب لجمعية الإمارات للحياة الفطرية
- محمد المبارك الرئيس التنفيذي لهيئة أبوظبي للسياحة والثقافة
- رشا المبارك